# پنم

فاروپنم.

پنم (به انگلیسی: Penem) گونه ای از بتا-لاکتام های غیر اشباع هستند. این مواد مانند کارباپنم هستند با این تفاوت که یک اتم گوگرد در ساختار خود دارند. تاکنون منبع طبیعی برای این مواد یافت نشده است و همگی به صورت سنتزی تولید می شوند.
فاروپنم از جمله مواد این دسته است.